# خوب‌دهان‌ها
خوب‌دهان‌ها (نام علمی: Eustomias) نام یک سرده از تیره اژدهاماهیان است.